# Yvonne Lacroix
Pour les articles homonymes, voir Lacroix.
Yvonne Lacroix, née le 9 novembre 1892 à Paris 9e et morte le 28 juin 1944 à Paris 8e, est une patineuse artistique française.
Elle devient en 1909 la première femme sacrée championne de France de patinage artistique.

## Biographie
Yvonne Lacroix est la fille de Philippe Léonard Lacroix, professeur de physique au lycée Chaptal, et de Jeanne Victorine Margaine, couturière célèbre à la tête de la maison de couture Morgaine-Lacroix. Elle naît au domicile de ses parents, 19, boulevard Haussmann.
Le 27 avril 1909, elle épouse, à Herblay, le cinéaste et producteur franco-américain René Plaissetty (1889-1955). Le mariage civil a eu lieu la veille. Ils ont deux enfants : Jacqueline (1909-1993) et Micheline (1911-1983),. La famille habite d'abord 121, avenue de Villiers, à Paris. À la naissance de Micheline, ils vivent 46, rue Laugier. 
Au début de la Première Guerre mondiale, en 1914, le couple et ses enfants s’installent aux États-Unis, à La Nouvelle-Orléans, à New York et à Philadelphie. Ils reviennent à Paris en 1916. Les époux divorcent le 31 octobre 1918. 
Le 18 décembre 1920, Yvonne Lacroix épouse en secondes noces à Paris 9e Georges Max David. Ils divorcent en 1932.
En 1938, Yvonne Lacroix est domiciliée 7 bis, rue Soyer, à Neuilly-sur-Seine. Elle exerce alors la profession de couturière.
Elle meurt le 28 juin 1944 à son domicile, 37 rue Boissy-d'Anglas, à Paris. Elle est inhumée au Père-Lachaise (division 79) le 1er juillet 1944.

## Palmarès
En 1907, elle remporte le concours de valse, au Palais de Glace, à Paris, avec pour partenaire Charles Sabouret. Elle y devance le couple formé par Madame Magnus et son époux Louis Magnus, qui est champion de France chez les messieurs de 1908 à 1911.
En 1907 et 1908, elle est championne du Club des Patineurs, à Paris.
Le 18 janvier 1909, elle est sacrée championne de France de patinage artistique, alors appelé « patinage de figures », organisé par l’USFSA. Elle devient ainsi la première femme à obtenir ce titre chez les dames,. En 1909, ce championnat de France a eu lieu à Chamonix, mais les épreuves féminines ont eu lieu à Paris, au Palais de Glace, le 18 janvier. Il n’y avait que deux concurrentes, Yvonne Lacroix remportant la compétition devant Anita Nahmias.

## Iconographie
En 1908, deux photographies la montrent en train de réaliser des figures sur la glace, dans La Vie au grand air.
Photographie d’Yvonne Lacroix patinant en couple, dans Le Patinage artistique, de Louis Magnus, publié en 1913, planche 19.